# 尹庆立
尹庆立（1945年—），天津宝坻人，中国人民解放军将领、中国人民解放军中将。
毕业于中央党校。1995年擔任國防大學政治部主任。2002年，接替孙俊哲，担任南京军区空军政治委员。2006年，接替王伟，担任沈阳军区空军政治委员。2009年，由赵以良接任。2003年，授中国人民解放军中将军衔。2008年，当选第十一届全国政协委员，代表特别邀请人士，分入第五十五组。